# Zoo di Kaliningrad

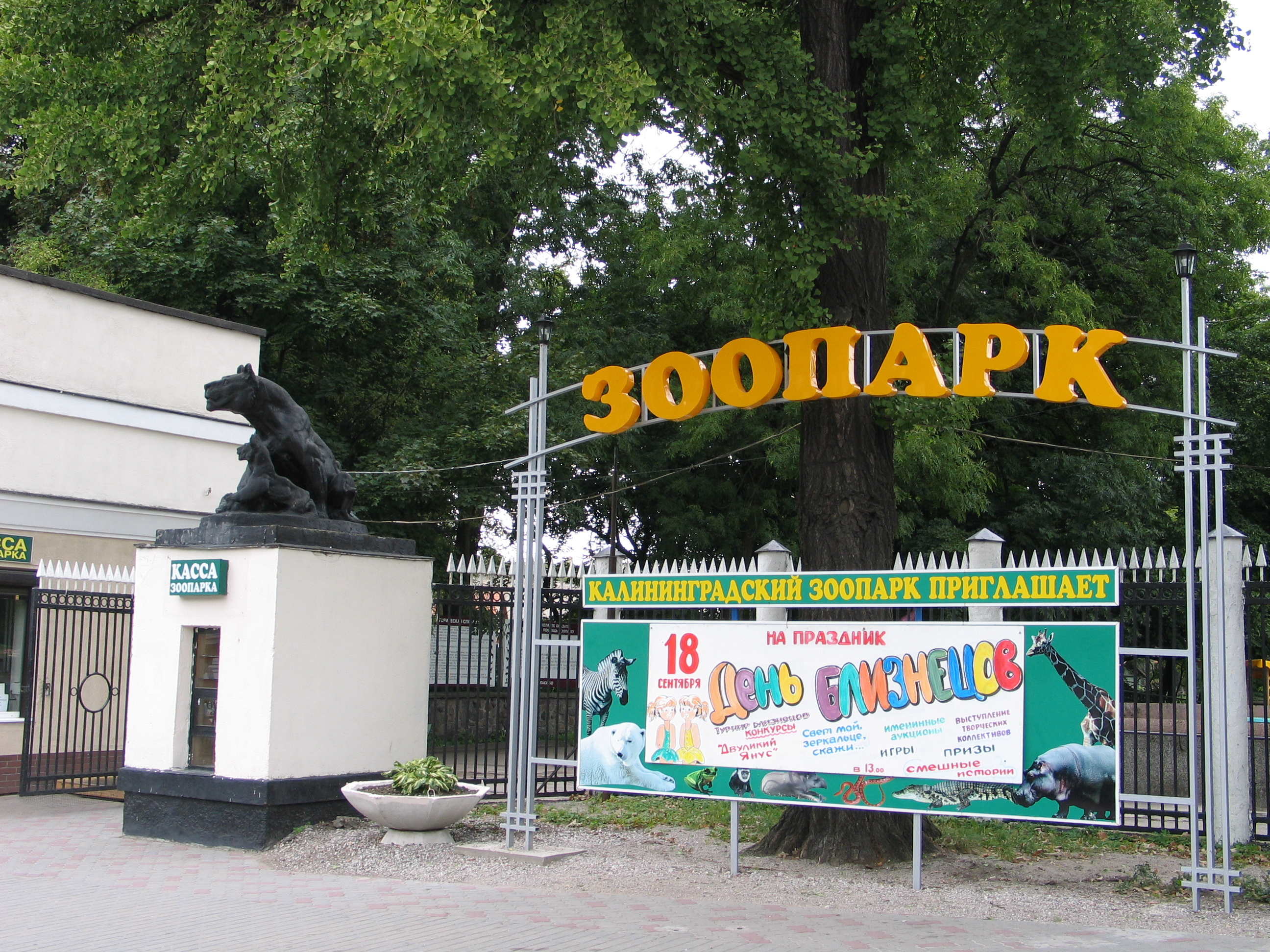
Entrata dello zoo di Kaliningrad

Lo zoo di Kaliningrad (in tedesco: Königsberger Tiergarten, in russo: Калининградский зоопарк, traslitterato Kaliningradskiy zoopark) è stato costruito nel 1896 nella ex città tedesca della Prussia orientale di Königsberg (oggi Kaliningrad in Russia nell'obalst omonimo), nel 1945 dopo la conquista della città ad opera dell'armata rossa, l'intero Zoo entrò a far parte dell'URSS, dopodiché il parco è stato rinominato con il nome attuale. 
Ereditando il passato e lo stile architettonico tedesco, lo zoo di Kaliningrad è uno dei più antichi e più grandi giardini zoologici in Russia. La sua area che si estende su 16,5 ettari, comprende 315 specie di animale con un totale di 2264 singoli animali (a partire dal 2005).
Lo zoo di Kaliningrad possiede inoltre un arboreto. Le attrazioni turistiche includono non solo gli animali, ma anche piante rare come un albero fossilizzato di ginkgo che era coevo con i dinosauri. 
Lo zoo ha anche molte sculture di animali, tra cui una statua di bronzo di un alce e una statua di pietra di un orango. L'ingresso del parco è decorato con alcune sculture di animali. 
L'ambientazione del parco include edifici pre-guerra e una fontana.